# Nallıgölcük, Nallıhan
Nallıgölcük là một xã thuộc huyện Nallıhan, tỉnh Ankara, Thổ Nhĩ Kỳ. Dân số thời điểm năm 2011 là 31 người.